# Liste der Pfarren im Dekanat Schwanenstadt
Das Dekanat Schwanenstadt ist ein Dekanat der römisch-katholischen Diözese Linz.

## Pfarren mit Kirchengebäuden und Kapellen
| Ort                       | Pfarrverband  | Ink.                   | Patrozinium                         | Kirchengebäude und Kapellen | Bild                              |
| ------------------------- | ------------- | ---------------------- | ----------------------------------- | --- | --------------------------------- |
| Ampflwang im Hausruckwald | Timelkam      |                        | Hl. Martin                          | Pfarrkirche Ampflwang | Pfarrkirche Ampflwang             |
| Attnang                   | Vöcklabruck   | Sankt Florian (CanReg) | Hl. Geist                           | Pfarrkirche Attnang Filialkirche Alt-Attnang                                                                                      | Pfarrkirche Attnang               |
| Atzbach                   | Ottnang       |                        | Mariä Geburt                        | Pfarrkirche Atzbach Kapelle in Köppach                                                                                            | Pfarrkirche Atzbach               |
| Rutzenham                 | Schwanenstadt |                        | Göttlicher Kinderfreund             | Expositurkirche Bach | Expositurkirche Bach              |
| Bruckmühl                 | Ottnang       |                        | Hlgst. Herz Jesu                    | Pfarrkirche Bruckmühl | Pfarrkirche Bruckmühl             |
| Desselbrunn               | Schwanenstadt |                        | Hl. Leonhard                        | Pfarrkirche Desselbrunn | Pfarrkirche Desselbrunn           |
| Maria Puchheim            | Vöcklabruck   |                        | Mutter von der immerwährenden Hilfe | Wallfahrtsbasilika Maria Puchheim                                                                                                 | Wallfahrtsbasilika Maria Puchheim |
| Niederthalheim            | Schwanenstadt |                        | Hl. Margareta                       | Pfarrkirche Niederthalheim Filialkirche Hainbach                                                                                  | Pfarrkirche Niederthalheim        |
| Ottnang am Hausruck       | Ottnang       |                        | Hl. Stephan                         | Pfarrkirche Ottnang am Hausruck Filialkirche Thomasroith                                                                          | Pfarrkirche Ottnang               |
| Puchkirchen am Trattberg  | Timelkam      |                        | Hl. Jakobus der Ältere              | Pfarrkirche Puchkirchen am Trattberg                                                                                              | Pfarrkirche Puchkirchen           |
| Regau                     | Vöcklabruck   | Sankt Florian (CanReg) | Hl. Petrus                          | Pfarrkirche Regau Filialkirche Oberregau                                                                                          | Pfarrkirche Regau                 |
| Rüstorf                   | Schwanenstadt |                        | Mariä Namen                         | Pfarrkirche Rüstorf | Pfarrkirche Rüstdorf              |
| Schwanenstadt             | Schwanenstadt |                        | Hl. Michael                         | Pfarrkirche Schwanenstadt Filialkirche Philippsberg                                                                               | Pfarrkirche Schwanenstadt         |
| Timelkam                  | Timelkam      | Sankt Florian (CanReg) | Hl. Josef der Arbeiter              | Katholische Pfarrkirche Timelkam Filialkirche Oberthalheim, Schlosskapelle der Herrschaft Wartenburg                              | Pfarrkirche Timelkam              |
| Ungenach                  | Timelkam      |                        | Hl. Lorenz                          | Pfarrkirche Ungenach Kapelle in Wegleiten                                                                                         | Pfarrkirche Ungenach              |
| Vöcklabruck               | Vöcklabruck   | Sankt Florian (CanReg) | Hl. Ulrich                          | Pfarrkirche Vöcklabruck Dörfl-Kirche beim Pfarrhof, Wallfahrtskirche Maria Schöndorf, Kapelle im Mutterhaus der Franziskanerinnen | Stadtpfarrkirche Vöcklabruck      |
| Wolfsegg                  | Ottnang       |                        | Hl. Georg                           | Pfarrkirche Wolfsegg am Hausruck                                                                                                  | Pfarrkirche Wolfsegg              |
| Zell am Pettenfirst       | Timelkam      |                        | Mariä Heimsuchung                   | Pfarrkirche Zell am Pettenfirst                                                                                                   | Pfarrkirche Zell                  |

## Dekanat Schwanenstadt
Das Dekanat umfasst 17 Pfarren und eine Expositur.
Dechanten
- seit ? Josef Kampleitner